# Катлер Беј (Флорида)
Катлер Беј (енгл. Cutler Bay) град је у америчкој савезној држави Флорида. По попису становништва из 2010. у њему је живело 40.286 становника.

## Демографија
Према попису становништва из 2010. у граду је живело 40.286 становника.
| Група             | 2000.  | 2010.          |
| Белци             | . (.%) | 11.468 (28,5%) |
| Афроамериканци    | . (.%) | 5.725 (14,2%)  |
| Азијати           | . (.%) | 916 (2,3%)     |
| Хиспаноамериканци | . (.%) | 21.936 (54,5%) |
| Укупно            | .      | 40.286         |